# Tero Turunen
Tero Matti Turunen (* 13. September 1967 in Kuopio) ist ein ehemaliger finnischer Freestyle-Skier. Er startete in der Buckelpisten-Disziplin Moguls.

## Werdegang
Turunen trat international erstmals bei den Internationalen Jugendmeisterschaften 1983 in Unterwasser in Erscheinung, wobei er den 20. Platz im Skiballett sowie den ersten Platz im Moguls errang und nahm im März 1984 in Sälen erstmals am Weltcup teil. Dabei sprang er auf den 35. Platz im Moguls. Bei den Weltmeisterschaften 1986 in Tignes belegte er den 39. Platz im Aerials, den 28. Rang im Skiballett, den 11. Platz im Moguls und den siebten Platz in der Kombination. Ab der Saison 1986/87 startete er ausschließlich bei Wettbewerben in der Disziplin Moguls und kam dabei in der Saison 1986/87 dreimal unter die ersten Zehn. Dabei erreichte er in Oberjoch mit dem vierten Platz seine beste Platzierung im Weltcup und zum Saisonende mit dem 32. Platz im Gesamtweltcup sowie mit dem achten Rang im Moguls-Weltcup seine besten Gesamtergebnisse. In den folgenden Jahren wurde er viermal in Folge Zwölfter im Moguls-Weltcup und kam bei den Weltmeisterschaften 1989 in Oberjoch auf den 27. Platz sowie bei den Weltmeisterschaften 1991 in Lake Placid auf den 13. Rang. In seiner letzten Saison 1991/92 als aktiver Sportler errang er den 18. Platz im Moguls-Weltcup und im Februar 1992 bei seiner einzigen Teilnahme an Olympischen Winterspielen in Albertville den 20. Platz.

## Erfolge

### Olympische Spiele
- 1992 Albertville: 20. Platz Moguls

### Weltmeisterschaften
- 1986 Tignes: 7. Platz Kombination, 11. Platz Moguls, 28. Platz Skiballett, 39. Platz Aerials
- 1989 Oberjoch: 27. Platz Moguls
- 1991 Lake Placid: 13. Platz Moguls

### Weltcup-Gesamtplatzierungen
Turunen nahm an 61 Weltcups teil und erreichte 13 Top-Zehn-Platzierungen.
| Saison  | Gesamt | Gesamt | Moguls | Moguls | Skiballett | Skiballett |
| Saison  | Punkte | Platz  | Punkte | Platz  | Punkte     | Platz      |
| ------- | ------ | ------ | ------ | ------ | ---------- | ---------- |
| 1984/85 | -      | -      | -      | -      | 3          | 53.        |
| 1985/86 | 2      | 101.   | -      | -      | 8          | 39.        |
| 1986/87 | 16     | 32.    | 109    | 8.     | -          | -          |
| 1987/88 | 14     | 44.    | 97     | 12.    | -          | -          |
| 1988/89 | 16     | 36.    | 109    | 12.    | -          | -          |
| 1989/90 | 15     | 38.    | 88     | 12.    | -          | -          |
| 1990/91 | 15     | 38.    | 121    | 12.    | -          | -          |
| 1991/92 | 11     | 52.    | 87     | 18.    | -          | -          |